# Bạc má Miombo
Bạc má Miombo, tên khoa học Melaniparus griseiventris, là một loài chim trong họ Paridae.